# Bill Browder
William Felix "Bill" Browder (sinh năm 1964) là tổng giám đốc và cũng là sáng lập viên của quỹ đầu tư Hermitage Capital Management.

## Tiểu sử
Bill Browder là cháu nội của Earl Browder, từng là lãnh tụ đảng Cộng sản Hoa Kỳ, và là con của Felix Browder, một nhà toán học nổi tiếng.
Ông lớn lên ở Chicago, Illinois và đã học tại University of Chicago về ngành Kinh tế, sau đó nhận được bằng MBA tại Stanford Business School vào năm 1989. Sau này ông vào quốc tịch Anh.
Trước khi thành lập Hermitage, Browder làm việc cho Boston Consulting Group ở London.

## Hermitage Capital Management
Bill Browder và Edmond Safra thành lập Hermitage Capital Management vào năm 1996 với số vốn ban đầu là $25 triệu để đầu tư vào Nga. Doanh nghiệp này rất thành công, hưởng lợi từ làn sóng tư nhân hóa ở Nga vào thời đó. Sau cuộc khủng hoảng tài chính tại Nga vào năm 1998 Hermitage tiếp tục đầu tư vào Nga, mặc dù nhiều người đã rút tiền ra khỏi quỹ. Quỹ của ông trở thành những cổ đông quan trọng của những hãng Nga lớn như tập đoàn khí đốt khổng lồ Gazprom, hãng dầu lớn Surgutneftegaz, RAO UES, Sberbank, Sidanco, Avisma và Volzhanka. Browder đã tố cáo những tham nhũng của giới quản lý và những hành động phi pháp trong những hãng bán công này. Người ta hay nhắc tới câu nói của ông: "Bạn phải là một cổ đông tích cực nếu bạn không muốn mọi thứ của bạn bị lấy cắp".
Từ giai đoạn 1995-2006 Hermitage Capital Management là một trong những hãng đầu tư lớn nhất tại Nga và Browder đã tậu được một tài sản lớn nhờ quản lý quỹ này. Chỉ riêng năm 2006 ông ta thâu nhập khoảng £125-150 triệu. Trong năm 2007 ông cũng kiếm được một khoản tiền tương tự.
Vào tháng 3 năm 2013, ngân hàng HSBC, mà quản lý Hermitage Capital Management, tuyên bố là sẽ ngừng những hoạt động của quỹ tại Nga. Quyết định được thực hiện giữa một vụ xử đòi bồi thường ở London và một vụ xử vắng mặt vì trốn thuế tại Moskva, cả hai trường hợp bị cáo là Browder.

## Rắc rối với luật pháp Nga
Vào 2006, sau 10 năm làm việc tại Nga, ông ta bị ghi vào sổ đen của chính phủ Nga vì "đe dọa cho an ninh quốc gia" và bị cấm không cho vào nước này nữa. Báo The Economist cho là vì ông đã can thiệp vào việc tiền chuyển cho "các quan chức tham nhũng và những doanh nhân đồng lõa". Mặc dù Browder từ trước tới giờ là một người ủng hộ cho tổng thống Nga Putin.
Theo tờ New York Times tường thuật vào năm 2008, "2 năm kế tiếp nhiều người liên hệ và các luật sư của ông, cũng như thân nhân của họ, trở thành nạn nhân của các tội phạm, chẳng hạn như đánh đập gây thương tích trầm trọng và trộm cướp trong đó các tài liệu bị lấy mất". Vào tháng 6 năm 2007 hàng tá cảnh sát viên "đột kích các văn phòng ở Moskva và văn phòng luật pháp của Hermitage, tịch thu các văn kiện và máy tính. Khi một nhân viên của hãng phản đối việc lục soát này là bất hợp pháp, ông ta bị đánh đập phải nằm nhà thương 2 tuần." Hermitage trở thành nạn nhân của cái mà ở bên Nga gọi là "Chiếm đoạt hãng xưởng" (corporate raiding): chiếm lấy hãng và các tài sản với sự giúp đỡ của các viên chức thi hành luật pháp và các quan tòa tham nhũng". 3 hãng của Hermitage bị chiếm đoạt bằng cách này; các luật sư của hãng khẳng định đó là những cáo trạng giả mạo.
Từ lúc đó, Browder tiếp tục điều hành Hermitage từ văn phòng ở London. Hermitage cho là những vụ lục soát vào tháng 6 năm 2007 chỉ là cái cớ cho các viên chức thi hành luật pháp tham nhũng đánh cắp văn kiện đăng ký của 3 hãng của Hermitage, đòi $230 triệu tiền thuế của các hãng này cho chính phủ Nga năm 2006. Vào tháng 11 năm 2008 một trong những luật sư của ông, Sergei Magnitsky, bị bắt vì tội trốn thuế; Browder cho biết chủ mưu là những viên chức mà Magnitsky buộc tội họ có dính líu tới việc ăn cắp $230 triệu bằng tuyên thệ. Magnitsky chết vào ngày 16 tháng 11 năm 2009, sau 11 tháng bị tạm giam. Đài truyền hình Opalesque phát hành một video vào ngày 8 tháng 2 năm 2010 trong đó Browder nói về những thử thách mà Sergey Magnitsky đã phải trải qua trong 11 tháng ở tù.
Vào tháng 2 năm 2013, các viên chức Nga loan báo, Browder và Magnitsky sẽ bị xử vắng mặt vì đã trốn thuế $16.8 triệu. Ngoài ra, như loan báo vào tháng 3 năm 2013, nhà cầm quyền Nga sẽ điều tra việc Browder chiếm giữ bất hợp pháp các cổ phiếu của Gazprom trị giá $70 qua hãng Hermitage Capital của ông. Cuộc điều tra này sẽ tập trung vào việc ông ta có vi phạm những luật pháp nào của Nga khi quỹ của ông, Hermitage Capital, dùng các hãng Nga đăng ký ở vùng Kalmykia mà nhận các thương binh từ cuộc chiến Nga-Afghanistan vào làm việc, cho các mục đích lậu thuế để mua cổ phần của hãng khí đốt độc quyền giữa năm 2001 và 2004, dành một ghế trong ban quản trị, và gây ảnh hưởng tới các quyết định của hãng. Vào lúc đó, theo như luật Nga, người ngoại quốc bị cấm sở hữu trực tiếp cổ phần của Gazprom. Browder cũng bị truy tố là tìm cách được quyền xem các tường thuật về tài chính của Gazprom. Browder thú nhận là có tìm cách gây tiếng nói tại Gazprom nhưng không chấp nhận là có làm gì sai phạm; Theo quan điểm của ông ta, mua cổ phần của Gazprom là đầu tư vào nền kinh tế của Nga, trong khi những mong muốn gây ảnh hưởng trong nhóm quản lý tại Gazprom là do sự cần thiết lật trần những gian lận đang xảy ra tại công ty này, việc sử dụng các chi nhánh đăng ký tại Nga để có lợi về thuế má cũng được thực hành bởi các nhà đầu tư khác và không có gì là bất hợp pháp. Ông cũng nói là, ông tin rằng vụ án này là để trả đũa việc chính phủ Hoa Kỳ cho thông qua Luật Magnitsky (Magnitsky Act), mà đã đưa các viên chức Nga, có dính líu đến cái chết của Magnitsky, vào sổ đen, không cho phép họ vào Hoa kỳ. Theo như tờ The Financial Times, đây là lần đầu tiên có một vụ án trong lịch sử của Nga mà một người chết bị đưa ra tòa. Tổ chức Amnesty International mô tả vụ án là " một chương sách hoàn toàn mới trong những vấn đề về nhân quyền của Nga càng ngày càng xấu đi."
Vào ngày 11 tháng 7 năm 2013, Browder bị xử vắng mặt tội biển thủ thuế 9 năm tù. Vào tháng 5 năm 2013 và sau đó một lần nữa vào tháng 7 năm 2013, Interpol từ chối yêu cầu của bộ nội vụ Nga đưa tên Browder vào danh sách bị truy nã, cũng như tìm kiếm và bắt giữ ông ta, với lý do vụ án xử ông ở Nga "chủ yếu là vì lý do chính trị".